# Martin Verkerk
Martin Willem Verkerk (Leiderdorp, 31 oktober 1978) is een Nederlands voormalig proftennisser, die in 1996 toetrad tot de rijen der professionals. Verkerk, zoon van een ondernemer in de afvalverwerking, geldt als een laatbloeier. 

## Loopbaan
Verkerk baarde in 2003 opzien door 'vanuit het niets' door te dringen tot de finale van Roland Garros, waarin hij uiteindelijk verloor van Juan Carlos Ferrero. Op weg naar de eindstrijd in Parijs versloeg Mighty Marty, zoals zijn bijnaam luidt, onder anderen erkende gravelspecialisten als Carlos Moyà en Guillermo Coria.
Verkerk moest de Olympische Spelen van 2004 in Athene aan zich voorbij laten gaan wegens een schouderblessure. Het seizoen 2005 ging daarom eveneens geheel aan hem voorbij. In januari 2006 wilde hij zijn comeback maken tijdens de Australian Open, echter enkele weken voor aanvang van het toernooi kreeg hij opnieuw een tegenslag te verwerken. Martin had de klierkoorts opgelopen en moest wederom herstellen.
Tijdens het ATP-toernooi van Rotterdam 2007 in februari 2007 maakte Verkerk zijn rentree. In de eerste ronde verloor hij echter van Rik de Voest.
Tijdens Roland Garros 2007 verloor hij in de eerste ronde van de Italiaan Simone Bolelli in drie sets 6-1 6-4 6-4. Dit was het laatste toernooi waaraan Verkerk kon deelnemen met zijn beschermde status.
Verkerk maakte in het begin van 2008 opnieuw zijn rentree in het proftennis. Zijn eerste futuretoernooi, in Harlingen (Texas), leverde hem een tweede ronde op. Het tweede futuretoernooi, in Montreal, wist hij te winnen. Ook wist hij een challengertoernooi in Athene te winnen. Verder dan een halve finale op een ander Challengertoernooi kwam hij daarna niet. Verkerk sprak de ambitie uit om aan het eind van dat jaar 100e te staan op de wereldranglijst.
Op 8 december 2008 zette hij, na eerder opnieuw geblesseerd te zijn geraakt, een punt achter zijn loopbaan. Hij verklaarde de motivatie te missen om zijn carrière voort te zetten.
De hardserveerder werd eerder bijgestaan door de Nieuw-Zeelandse coach Nick Carr. Zijn latere coach was Jan Velthuis.
Tegenwoordig is Verkerk eigenaar van Tennisschool Martin Verkerk te Den Haag.

## Palmares
| Legenda                       | Legenda               |
| ----------------------------- | --------------------- |
| Grand Slam                    |                       |
| Olympische Spelen             |                       |
| tot 2009                      | vanaf 2009            |
| Tennis Masters Cup            | ATP Finals            |
| ATP Masters Series            | ATP Tour Masters 1000 |
| ATP International Series Gold | ATP Tour 500          |
| ATP International Series      | ATP Tour 250          |

### Enkelspel
| Nr.              | Datum           | Toernooi       | Ondergrond    | Tegenstander in finale | Score            | Details |
| ---------------- | --------------- | -------------- | ------------- | ---------------------- | ---------------- | ------- |
| Gewonnen finales |                 |                |               |                        |                  |         |
| 1.               | 2 februari 2003 | ATP Milaan     | Hardcourt (i) | Jevgeni Kafelnikov     | 6-4, 5-7, 7-5    | Details |
| 2.               | 18 juli 2004    | ATP Amersfoort | Gravel        | Fernando González      | 7-6(5), 4-6, 6-4 | Details |
| Verloren finales |                 |                |               |                        |                  |         |
| 1.               | 8 juni 2003     | Roland Garros  | Gravel        | Juan Carlos Ferrero    | 1-6, 3-6, 2-6    | Details |
| 2.               | 2 mei 2004      | ATP München    | Gravel        | Nikolaj Davydenko      | 4-6, 5-7         | Details |

### Dubbelspel
| Nr.                          | Datum             | Toernooi         | Ondergrond | Partner        | Tegenstanders in finale     | Score         | Details |
| ---------------------------- | ----------------- | ---------------- | ---------- | -------------- | --------------------------- | ------------- | ------- |
| Verloren finales herendubbel |                   |                  |            |                |                             |               |         |
| 1.                           | 15 september 2002 | ATP Tasjkent     | Hardcourt  | Raemon Sluiter | David Adams Robbie Koenig   | 2-6, 5-7      | Details |
| 2.                           | 9 maart 2003      | ATP Delray Beach | Hardcourt  | Raemon Sluiter | Leander Paes Nenad Zimonjic | 5-7, 6-3, 5-7 | Details |

## Prestatietabellen
| Legenda | Legenda                          |
| ------- | -------------------------------- |
| g.t.    | geen toernooi gehouden           |
| l.c.    | lagere categorie                 |
| –       | niet deelgenomen                 |
| G       | uitgeschakeld in de groepsfase   |
| 1R      | uitgeschakeld in de eerste ronde |
| 2R      | uitgeschakeld in de tweede ronde |
| 3R      | uitgeschakeld in de derde ronde  |
| 4R      | uitgeschakeld in de vierde ronde |
| KF      | uitgeschakeld in de kwartfinale  |
| HF      | uitgeschakeld in de halve finale |
| F       | de finale verloren               |
| W       | het toernooi gewonnen            |
| w-v     | winst/verlies-balans             |

### Prestatietabel enkelspel
| Grandslamtoernooien           |               |               |               |               |                  |                  |                  |                  |                     |                     |                     |
| Australian Open               | –             | –             | –             | –             | 1R               | 1R               | –                | –                | 0 / 2               | 0-2                 |                     |
| Roland Garros                 | –             | –             | –             | –             | F                | 3R               | 1R               | –                | 0 / 3               | 8-3                 |                     |
| Wimbledon                     | –             | –             | –             | –             | 1R               | 2R               | –                | –                | 0 / 2               | 1-2                 |                     |
| US Open                       | –             | –             | –             | 1R            | 2R               | –                | –                | –                | 0 / 2               | 1-2                 |                     |
| Winst-verlies                 | 0-0           | 0-0           | 0-0           | 0-1           | 7-4              | 3-3              | 0-1              | 0-0              | 0 / 9               | 10-9                |                     |
| ATP Masters Series            |               |               |               |               |                  |                  |                  |                  |                     |                     |                     |
| Indian Wells                  | –             | –             | –             | –             | –                | 2R               | –                | –                | 0 / 1               | 0-1                 |                     |
| Miami                         | –             | –             | –             | 1R            | 2R               | 2R               | 1R               | –                | 0 / 4               | 1-4                 |                     |
| Monte Carlo                   | –             | –             | –             | –             | 1R               | 2R               | 1R               | –                | 0 / 3               | 1-3                 |                     |
| Rome                          | –             | –             | –             | –             | KF               | 2R               | 1R               | –                | 0 / 3               | 4-3                 |                     |
| Hamburg                       | –             | –             | –             | –             | –                | 1R               | 1R               | –                | 0 / 2               | 0-2                 |                     |
| Montreal/Toronto              | –             | –             | –             | –             | 2R               | –                | –                | –                | 0 / 1               | 1-1                 |                     |
| Cincinnati                    | –             | –             | –             | –             | 1R               | –                | –                | –                | 0 / 1               | 0-1                 |                     |
| Parijs                        | –             | –             | –             | –             | 3R               | –                |                  |                  | 0 / 1               | 1-1                 |                     |
| Madrid                        | geen toernooi | geen toernooi | geen toernooi | –             | 2R               | –                | –                | –                | 0 / 1               | 0-1                 |                     |
| Winst-verlies                 | 0-0           | 0-0           | 0-0           | 0-1           | 6-7              | 2-5              | 0-4              | 0-0              | 0 / 17              | 8-17                |                     |
| ATP International Series Gold |               |               |               |               |                  |                  |                  |                  |                     |                     |                     |
| Rotterdam                     | l.c.          | –             | –             | 1R            | 1R               | 1R               | 1R               | –                | 0 / 4               | 0-4                 |                     |
| Barcelona                     | –             | –             | –             | –             | 1R               | –                | –                | –                | 0 / 1               | 0-1                 |                     |
| Indianapolis                  | –             | –             | –             | KF            | lagere categorie | lagere categorie | lagere categorie | lagere categorie | 0 / 1               | 2-1                 |                     |
| Kitzbühel                     | l.c.          | –             | –             | 3R            | –                | –                | –                | –                | 0 / 1               | 2-1                 |                     |
| Tokio Outdoor                 | –             | –             | –             | 3R            | –                | –                | –                | –                | 0 / 1               | 2-1                 |                     |
| Winst-verlies                 | 0-0           | 0-0           | 0-0           | 6-4           | 0-1              | 0-1              | 0-1              | 0-0              | 0 / 7               | 6-7                 |                     |
| ATP International Series      |               |               |               |               |                  |                  |                  |                  |                     |                     |                     |
| Auckland                      | –             | –             | –             | –             | 1R               | –                | –                | –                | 0 / 1               | 0-1                 |                     |
| Sydney                        | –             | –             | –             | –             | –                | HF               | –                | –                | 0 / 1               | 3-1                 |                     |
| Adelaide                      | –             | –             | –             | –             | 2R               | –                | –                | –                | 0 / 1               | 1-1                 |                     |
| Delray Beach                  | –             | –             | –             | 1R            | 2R               | –                | –                | –                | 0 / 2               | 1-2                 |                     |
| Estoril                       | –             | –             | –             | –             | 1R               | –                | –                | –                | 0 / 1               | 0-1                 |                     |
| München                       | –             | –             | –             | –             | 1R               | F                | 1R               | –                | 0 / 3               | 4-3                 |                     |
| Houston                       | –             | –             | –             | –             | –                | –                | 1R               | –                | 0 / 1               | 0-1                 |                     |
| Halle                         | –             | –             | –             | –             | –                | 1R               | –                | –                | 0 / 1               | 0-1                 |                     |
| Rosmalen                      | –             | –             | –             | –             | 1R               | KF               | –                | 1R               | 0 / 3               | 2-3                 |                     |
| Shanghai                      | –             | –             | –             | g.t.          | 2R               | –                | geen toernooi    | geen toernooi    | 0 / 1               | 1-1                 |                     |
| Bazel                         | –             | –             | –             | 1R            | 1R               | –                | –                | –                | 0 / 2               | 0-2                 |                     |
| Amsterdam                     | 2R            | 1R            | 1R            | geen toernooi | geen toernooi    | geen toernooi    | geen toernooi    | geen toernooi    | 0 / 3               | 1-3                 |                     |
| Amersfoort                    | geen toernooi | geen toernooi | geen toernooi | 2R            | 1R               | W                | –                | 1R               | 1 / 4               | 6-3                 |                     |
| Kopenhagen                    | –             | –             | –             | –             | 1R               | geen toernooi    | geen toernooi    | geen toernooi    | 0 / 1               | 0-1                 |                     |
| Milaan                        | –             | –             | –             | –             | W                | KF               | geen toernooi    | geen toernooi    | 1 / 2               | 7-1                 |                     |
| Sankt Pölten                  | –             | –             | –             | –             | HF               | –                | geen toernooi    | geen toernooi    | 0 / 1               | 3-1                 |                     |
| Pörtschach am Wörthersee      | geen toernooi | geen toernooi | geen toernooi | geen toernooi | geen toernooi    | geen toernooi    | 1R               | 1R               | 0 / 3               | 0-2                 |                     |
| Scottsdale                    | –             | –             | –             | –             | –                | KF               | geen toernooi    | geen toernooi    | 0 / 1               | 2-1                 |                     |
| Tasjkent                      | –             | –             | –             | 1R            | geen toernooi    | geen toernooi    | geen toernooi    | geen toernooi    | 0 / 1               | 0-1                 |                     |
| Winst-verlies                 | 1-1           | 0-1           | 0-1           | 1-4           | 11-11            | 18-6             | 0-3              | 0-3              | 2 / 32              | 31-30               |                     |
| Davis Cup                     |               |               |               |               |                  |                  |                  |                  |                     |                     |                     |
| Davis Cup                     | –             | –             | –             | 0-1           | 1-1              | 2-2              | –                | –                | 0 / 3               | 3-4                 |                     |
| World Team Cup                |               |               |               |               |                  |                  |                  |                  |                     |                     |                     |
| World Team Cup                | –             | –             | –             | –             | –                | 1-2              | –                | –                | 0 / 1               | 1-2                 |                     |
| Carrière statistieken         |               |               |               |               |                  |                  |                  |                  |                     |                     |                     |
| ATP Toernooien gespeeld       | 1             | 1             | 1             | 11            | 26               | 18               | 9                | 3                | Carrière totaal: 70 | Carrière totaal: 70 | Carrière totaal: 70 |
| ATP Finales                   | 0             | 0             | 0             | 0             | 2                | 2                | 0                | 0                | Carrière totaal: 4  | Carrière totaal: 4  | Carrière totaal: 4  |
| ATP Toernooien gewonnen       | 0             | 0             | 0             | 0             | 1                | 1                | 0                | 0                | Carrière totaal: 2  | Carrière totaal: 2  | Carrière totaal: 2  |
| Statistieken per ondergrond   |               |               |               |               |                  |                  |                  |                  |                     |                     |                     |
| Hardcourt Gewonnen-Verloren   | 0–0           | 0-0           | 0-0           | 4-8           | 7-12             | 5-6              | 0-2              | 0–0              | 0 / 28              | 16-28               |                     |
| Gravel Gewonnen-Verloren      | 1-1           | 0–1           | 0-1           | 3-2           | 12-8             | 16-9             | 0-7              | 0-2              | 1 / 30              | 32-31               |                     |
| Gras Gewonnen-Verloren        | 0–0           | 0–0           | 0-0           | 0–0           | 0–2              | 3-3              | 0-0              | 0–1              | 0 / 6               | 3-6                 |                     |
| Tapijt Gewonnen-Verloren      | 0–0           | 0–0           | 0-0           | 0–1           | 6-3              | 2-1              | 0-0              | 0–0              | 1 / 6               | 8-5                 |                     |
| Totaal Gewonnen-Verloren      | 1-1           | 0-1           | 0-1           | 7-11          | 25-25            | 26–19            | 0-9              | 0–3              | 2 / 70              | 59-70               |                     |
| Eindejaarsranking             | 416           | 230           | 170           | 86            | 19               | 55               | 674              | 263              | $ 1.564.520         | $ 1.564.520         | $ 1.564.520         |

### Prestatietabel grand slam, dubbelspel
| Toernooi        | 2003 | 2004 | 2007 |
| --------------- | ---- | ---- | ---- |
| Australian Open | –    | 1R   | –    |
| Roland Garros   | 2R   | 2R   | 2R   |
| Wimbledon       | 1R   | 2R   | 1R   |
| US Open         | 2R   | –    | –    |

## ATP-titels
- 2004 - Amersfoort
- 2003 - Milaan